# Montlaur (Aude)
Montlaur era una comuna francesa situada en el departamento de Aude, de la región de Occitania. Desde el 1 de enero de 2019 es una comuna delegada y la sede de Val-de-Dagne.
Los habitantes se llaman Montlaurais y Montlauraises.

## Geografía
Se encuentra rodeada de colinas en la región de las Corbières, a 15 km al sureste de Carcasona.

## Historia
El 1 de enero de 2018 pasó a ser una comuna delegada y la sede de la comuna nueva de Val-de-Dagne al fusionarse con la comuna de Pradelles-en-Val.

## Demografía
| 678 | 713 | 572 | 534 | 461 | 522 | 530 | 530 |
| Para los censos de 1962 a 1999 la población legal corresponde a la población sin duplicidades (Fuente: INSEE [Consultar]) |     |     |     |     |     |     |     |